# Transpac 52
Transpac 52 ó TP52 es la denominación de una clase de yates de regata de 52 pies reconocida por la Federación Internacional de Vela. Son los barcos utilizados en las 52 Super Series y, anteriormente, en el Circuito Audi MedCup.

## Historia
Diseñado originalmente para ser el monotipo de la regata Transpacific Yacht Race que se disputa entre Los Ángeles y Honolulu, pasó a ser el barco elegido para disputar en Europa el Circuito Audi MedCup primero y las 52 Super Series después.

## Campeonato del mundo
| Año                    |                                         |                                             |                                         |
| ---------------------- | --------------------------------------- | ------------------------------------------- | --------------------------------------- |
| 2006 Miami             | Patches Eamon Conneely                  | Pegasus 52 Philippe Kahn                    | Beau Geste Kark Kwok                    |
| 2007 Porto Cervo       | Artemis Racing Torbjorn Tornqvist       | Patches Eamon Conneely                      | Mean Machine Peter de Ridder            |
| 2008 Yaiza             | Quantum Racing Terry Hutchinson         | Mutua Madrileña-Mean Machine Vasco Vascotto | Platoon Jochen Schümann                 |
| 2009 Palma de Mallorca | Matador Alberto Roemmers                | Quantum Racing Terry Hutchinson             | Artemis Racing Torbjörn Törnqvist       |
| 2010 Valencia          | Quantum Racing Terry Hutchinson         | Matador Alberto Roemmers                    | Synergy Yevgeny Neugodnikov             |
| 2011 Porto Cervo       | Quantum Racing Ed Baird                 | Container Markus Wieser                     | Gladiator Tony Langley                  |
| 2013 Miami             | Rán Racing                              | Azzurra                                     | Quantum Racing                          |
| 2014 Porto Cervo       | Quantum Racing                          | Phoenix                                     | Rán Racing                              |
| 2015 P. Portals        | Azzurra Pablo Roemmers/Alberto Roemmers | Platoon Harm Müller-Spreer                  | Provezza Ergin Imre                     |
| 2016 Mahón             | Quantum Racing Doug DeVos               | Azzurra Pablo Roemmers/Alberto Roemmers     | Provezza Ergin Imre                     |
| 2017 Scarlino          | Platoon Harm Müller-Spreer              | Quantum Racing Doug DeVos                   | Azzurra Pablo Roemmers/Alberto Roemmers |
| 2018 Cascais           | Quantum Racing Doug DeVos               | Azzurra Pablo Roemmers/Alberto Roemmers     | Alegre Andrés Soriano                   |
| 2019 P. Portals        | Platoon Harm Müller-Spreer              | Azzurra Alberto Roemmers                    | Bronenosec Vladimir Liubomirov          |